# 洛洛爾

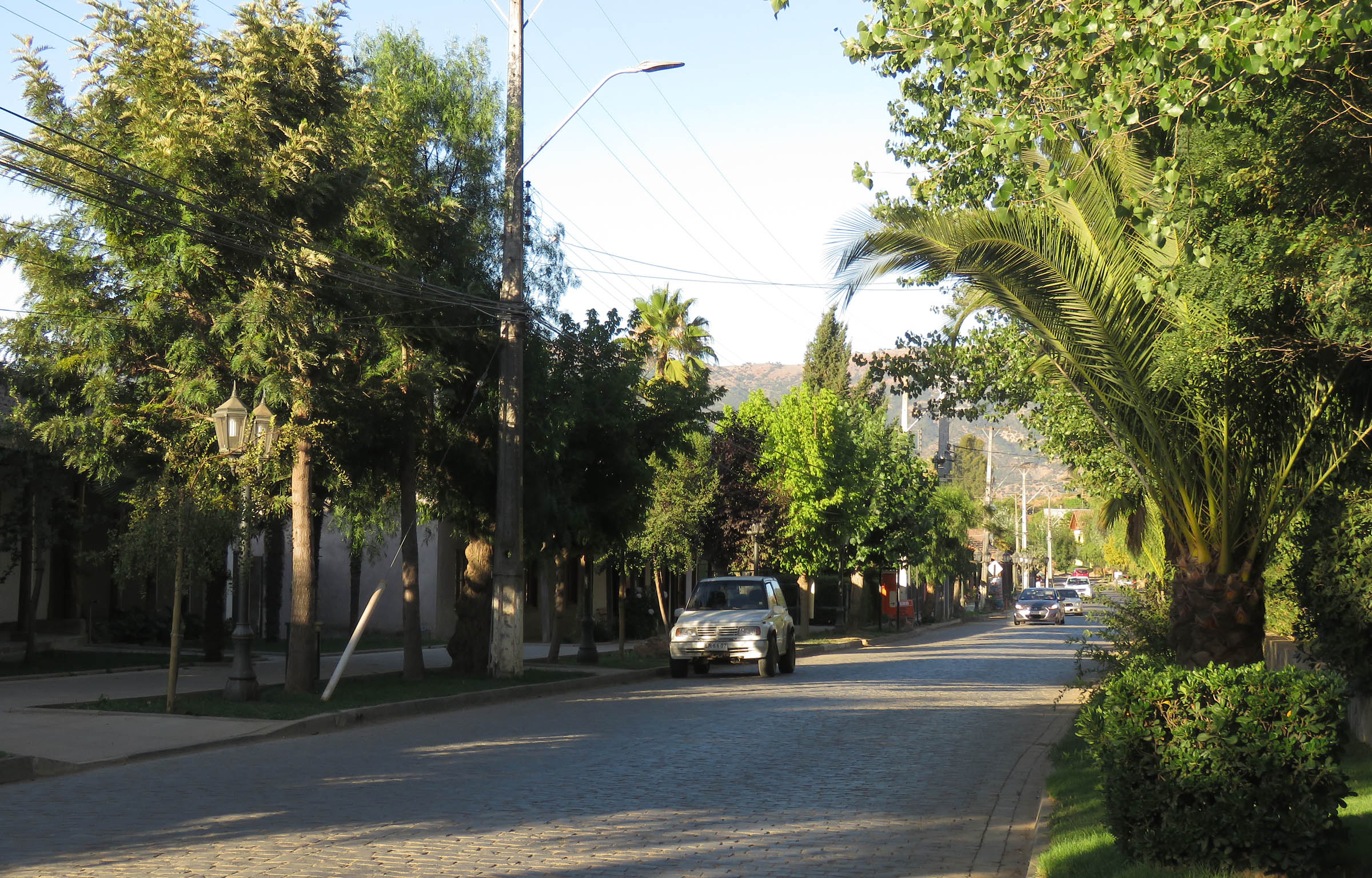

洛洛爾（西班牙語：Lolol），是智利的城鎮，位於該國中部奧伊金斯將軍解放者大區的科爾查瓜省，始建於1830年，面積596.9平方公里，海拔高度92米，2012年人口6,630人，人口密度每平方公里11人。
34°43′34″S 71°38′41″W / 34.72611°S 71.64472°W